# Gatcombe Park
Gatcombe Park – wiejska rezydencja i posiadłość królewska położona w hrabstwie Gloucestershire, pięć mil na południe od miasta Stroud. Obecnie stanowi główne miejsce zamieszkania księżniczki Anny i jej męża, wiceadmirała Timothy'ego Laurence'a.
Położona na terenie posiadłości willa została zbudowana w latach 1771–1774 dla zamożnego miejscowego krawca, Edwarda Shepparda. Następnie dobra te kupił jeden z ojców nowoczesnej ekonomii, David Ricardo, który przeprowadził przebudowę. Posiadłość dość długo pozostawała własnością jego spadkobierców, aż w końcu została sprzedana kolekcjonorewi sztuki Samuelowi Courtauldowi. Ten z kolei zapisał ją w testamencie swojemu zięciowi, późniejszemu ministrowi spraw wewnętrznych Rabowi Butlerowi. W 1976 odkupiła ją Elżbieta II i przeznaczyła na dom dla swojej jedynej córki, księżniczki Anny, oraz jej pierwszego męża, kapitana Marka Philipsa. W 1978 powiększono ją o sąsiednią posiadłość, Aston Farm. Gdy w 1992 małżeństwo księżniczki rozpadło się po 19 latach związku, kapitan Philips dostał na odchodne Aston Farm, gdzie do dziś mieszka ze swoją drugą żoną.
Sama księżniczka jeszcze w grudniu tego samego roku ponownie wyszła za mąż, jednak początkowo wolała mieszkać ze swym drugim mężem w wynajmowanym mieszkaniu w Londynie, a następnie w Pałacu Buckingham. Później jednak wróciła wraz z małżonkiem do Gatcombe Park, gdzie do dziś spędza dużą część czasu. W czasie pobytów w stolicy korzysta natomiast ze swojego apartamentu w Pałacu św. Jakuba.